# Procleomenes nanulus
Procleomenes nanulus är en skalbaggsart som beskrevs av Holzschuh 2007. Procleomenes nanulus ingår i släktet Procleomenes och familjen långhorningar.
Artens utbredningsområde är Laos. Inga underarter finns listade i Catalogue of Life.